# Classic FM (Великобритания)
Classic FM — британская общенациональная музыкальная радиостанция, вещающая в формате классической музыки. Принадлежит радиохолдингу Global.

## История
Идея национальной коммерческой FM-сети, посвященной классической музыке, возникла у руководства радиокомпании GWR group. В Уилтшире и Бристоле на собственных AM-частотах были запущены пробные эфиры для проверки реакции публики на трансляцию популярной классической музыки во время езды. Эксперимент оказался успешным, генеральный директор Ральф Бернар и программный директор Майкл Бухт разработали план национальной станции.
Тем временем в 1990 году бывший генеральный директор Really Useful Group Эндрю Ллойда Уэббера Брайан Бролли высказал аналогичную идею. После того, как GWR Group не сумела собрать достаточно средств для проекта, она объединилась с Бролли в консорциум. Правительство Великобритании решило выставить на тендер несколько новых национальных лицензий на радио на средних волнах, которые не использовались BBC Radio 1 BBC Radio 3. Бролли рассказал об этой идее бывшему главе лондонского отдела бизнеса Warner Bros. и нынешним владельцу Hammer Films Рику Сенату, который смог добиться поддержки проекта со стороны Time Warner International Broadcasting. Но по действующему на тот момент закону, компании было запрещено владеть более 25 % акций.
GWR разработал бизнес-план, который был поддержан его основным акционером — издателем Daily Mail DMGT. Внутренний спор о праве собственности на лицензию был разрешен когда Time Warner согласилась поддержать планы GWR. Поскольку время для сбора необходимых для запуска станции 6 млн ф.с. истощалось, инвестиционная группа GWR убедила частного инвестора в лице сэра Питера Майкла поддержать план и вложить 30 % инвестиций. К моменту запуска состав акционеров имел следующий вид: Питер Майкл — 30 %, Time Warner — 30 % (Администрация радиовещания в итоге сделала исключение), GWR — 17 %, DMGT — 5 %, остальные миноритарные акционеры — 18 %.
Новая станция решила отойти от программной политики «BBC Radio 3» и выбрала ориентирами нью-йоркскую WNYC и ныне не существующую вашингтонскую WGMS с их ориентацией на беседы, лёгкую классическую музыку, новых исполнителей и кроссоверных классических записей.
Между 1992—1994 годами Classic FM была спонсором лондонского футбольного клуба Куинз Парк Рейнджерс.
С марта 2006 года радиостанция ведёт вещание из студии на Лестер-сквер в центре Лондона с марта 2006 года.
В настоящее время радиостанция принадлежит британскому радиохолдингу Global.

## Аудитория
К 2019 году радиостанция имела еженедельную аудиторию в 5,6 млн человек.

## Мероприятия
С 2006 года существует благотворительная организация Classic FM Foundation, которая собирает деньги для финансирования проектов музыкального образования и музыкальной терапии для детей и взрослых по всей Великобритании.

## Другие медиа
- Интернет-телеканал Classic FM TV.
- Ежемесячный журнал Classic FM Magazine.
- Под маркой Classic FM Music for Babies и Classic FM Music for Bathtime выпускались CD с классической музыкой.
- Подкаст «Case Notes», посвящённый истории классической музыки.[4]